# Otto Fürth
Otto Fürth (geboren 7. November 1894  in Strakonitz, Österreich-Ungarn; gestorben 5. Dezember 1979 in New York City) war ein austroamerikanischer Schriftsteller.

## Leben
Otto Fürths Eltern zogen 1899 nach Wien. Nach der Matura am Schottengymnasium begann Fürth ein Jurastudium an der Universität Wien. Er machte die Erste Staatsprüfung und ging 1913 zum Fremdsprachenerwerb nach Genf. Nach Kriegsausbruch meldete er sich für den Kriegsdienst und wurde 1915 an der Ostfront eingesetzt. Im Rang eines Leutnants der Artillerie geriet er im April 1916 in russische Gefangenschaft. Im Oktober 1919 glückte ihm die Flucht aus dem Kriegsgefangenenlager nach Tientsin in China und im März 1920 erhielt er eine Passage zurück nach Europa.
Fürth studierte nun Philosophie und Literatur und wurde 1922 in Wien promoviert. Da er keine Stelle als Verlagslektor fand, wurde er Fabrikdirektor in einer Fesfabrik, ein Geschäftsfeld, das in der Strakonitzer Linie der Familie Fürth bereits eine längere Tradition hatte. Er heiratete 1924 Gertrude Harteck, sie hatten zwei Kinder. Er veröffentlichte 1924 einen Gedichtband. Für sein schon in der russischen Kriegsgefangenschaft angefangenes Drama Marc Aurel fand er hingegen weder einen Verleger noch eine Bühne. Mehr Erfolg hatte er in den nächsten Jahren mit einfach gestrickten Gesellschaftskomödien, die er für das Wiener Publikum schrieb. Das Stück Der Mann ohne Privatleben wurde 1931 im Wiener Volkstheater mit Erika von Thellmann, Hans Olden, Kurt Lessen und Karl Ehmann gegeben und wurde auch in Nürnberg, Brünn und Dresden inszeniert.
Nach dem Anschluss Österreichs 1938 floh er erst im August 1939 mit der Familie in die Schweiz und gelangte im August 1941 nach New York. Er fand einen Job als Buchhalter bei der Investmentbank Lazard und war dadurch beruflich in Anspruch genommen. Nur gelegentlich schrieb er noch Feuilletons in Englisch und für deutsche Zeitungen in Europa in Deutsch. Seine dramatischen Versuche in einer neuen Sprache blieben in der Schublade. Im beruflichen Ruhestand schrieb Fürth nach 1968 dann noch zwei Novellen in deutscher Sprache, sein autobiografischer Roman Flucht aus dem Schicksal blieb unveröffentlicht.

## Werke (Auswahl)
- Träume auf der Asphodelosinsel : Ein philosophisches Trostbüchlein in Versen. Leipzig : Meiner, 1920
- Tagfahrt : Gedichte. Wien : Wiener Literar. Anstalt, 1924
- Eine Affentragödie. Drama. Freiburg im Breisgau : Max Reichard, 1925
- Zehn Gesichter gegen eins. Freiburg im Breisgau : Max Reichard, 1925, Bühnenmanuskript
- Der Mann ohne Privatleben. Wien : Max Pfeffer, 1931, Bühnenmanuskript
- Was wissen Sie von Ihrer Frau? Wien : Max Pfeffer, 1933, Bühnenmanuskript
- Der Spielverderber. Wien : Max Pfeffer, 1938, Bühnenmanuskript
- Owen Elford [Pseudonym]: Men in black : a novel about Lidice. Übersetzung Richard Winston. New York : Albert Unger, 1942
- Marc Aurel. Schauspiel in fünf Akten. Wien : Bergland, 1969
- Kurzschluß. Wien : Deutsch-österreichischer Verlag, 1976, Bühnenmanuskript